# Hillsville
Hillsville é uma cidade  localizada no estado norte-americano de Virginia, no Condado de Carroll.

## Demografia
Segundo o censo norte-americano de 2000, a sua população era de 2607 habitantes.
Em 2006, foi estimada uma população de 2709, um aumento de 102 (3.9%).

## Geografia
De acordo com o United States Census Bureau tem uma área de
14,8 km², dos quais 14,8 km² cobertos por terra e 0,0 km² cobertos por água.

## Localidades na vizinhança
O diagrama seguinte representa as localidades num raio de 24 km ao redor de Hillsville.